# Tjernihiv
Tjernihiv (ukrainsk: Чернігів, tr. Tjernihiv) er en by i det nordlige Ukraine med 286.899 (2020) indbyggere. Byen ligger ved floden Desna i Tjernihiv oblast.
Tjernihiv er blandt de ældste byer i Ukraine, og var vigtig allerede under Kievriget. I 800-tallet var byen hovedstad for de østslaviske siverijanere. Byen er nævnt for første gang i 907, og var fra 1000-tallet til 1200-tallet hovedstad i det selvstændige fyrstendømme Tjernigov. I 1239 blev Tjernihiv plyndret af Den Gyldne Horde. I perioden 1370-1503 var byen underlagt Storfyrstedømmet Litauen, derefter under Storfyrstedømmet Moskva. I 1611 blev byen afstået til Polen-Litauen, men var fra 1654 en del af Bohdan Khmelnytskyjs autonome ukrainske stat. Efter denne stats fald i 1775 kom byen under Rusland igen. Siden dannelsen af Sovjetunionen har byen været en del af Ukraine.
Byens erhvervsliv er centreret omkring tekstilproduktion, læderindustri, fødevareindustri og værkstedsindustri.

## Sport
- FK Desna Tjernihiv fodbold klub;
- Juri Gagarin stadion